# 黄士鼎
黄士鼎（1932年9月22日—2020年9月7日），男，笔名瑙尼，壮族，云南省富宁县人，中华人民共和国诗人、民间文艺家。中国作家协会会员。

## 生平
1932年生于云南省富宁县。1949年5月参加中国人民解放军滇桂黔边纵队，曾参与法越战争，期间负伤，一条腿变瘸。
1949年8月，调任《红旗报》编辑、13军38师政治部文化教员。1951年至1952年在西南人民艺术学院文学系学习，师从沙汀、袁珂。1956年复员，到《文山报》担任编辑，同年开始发表作品。1958年被划为右派。文化大革命期间受到冲击。1978年恢复原职，1981年当选文山州文联副主席，《山梅》杂志主编。1984年6月6日，在《云南日报》发表《老山的诗报告》，是老山战役打响后公开发表的第一组诗。1985年3月创刊《含笑花》诗报，担任主编。1989年任云南民族出版社总编辑，期间策划并出版多本云南少数民族歌曲选，1992年离休。1997年加入中国作家协会。
2019年获庆祝中华人民共和国成立70周年纪念章。2020年9月7日在昆明逝世。

## 作品
笔名瑙尼，为壮语的音译，在汉语中意为“星宿”。他在短诗《黄昏星》中释义了笔名的由来：1958年早春的一个下午，他从文山礼堂走向郊野，边漫步边思索如何从黄昏中寻找黎明，却无意间被天空中一颗晶亮的星星吸引，心中豁然开朗，“瑙尼”的笔名由此诞生。
著有散文诗集《吻的悲壮》（1988年），诗歌《黄昏回眸》、《第一颗星》、《啊！曼布依》，诗集《黄昏星》（1993年）、《咏画集》（1990年）、《瑙尼歌曲选集》、《瑙尼短诗》（2012年），长篇小说《边城父子》，电影剧本《三代歌手》，主编《中国当代少年诗人诗选》、《铸魂丛书》等。
其中《吻的悲壮》获1988年壮族文学优秀作品奖。